# سلم الزواهر
سلم الزواهر قرية سعودية، تتبع مركز الشواق في محافظة الليث بمنطقة مكة المكرمة.